# 와쿠야역
와쿠야역(일본어: 涌谷駅)은 일본 미야기현 도다군 와쿠야정에 위치한 동일본 여객철도 이시노마키 선의 철도역이다. 상대식 승강장 2면 2선의 구조를 갖춘 지상역이며, 마에야치역부터 연장 운행하는 게센누마 선의 열차도 정차한다.

## 타는 곳
| 1 | ■ 이시노마키 선 | 하행 | 이시노마키 · 오나가와 방면 |
| 1 | ■ 게센누마 선   | 하행 | 게센누마 방면              |
| 2 | ■ 이시노마키 선 | 상행 | 고고타 방면                |

## 이용 현황
| 연도     | 1일 평균 | 연도     | 1일 평균 |
| 2000년도 | 870      | 2008년도 | 607      |
| 2001년도 | 818      | 2009년도 | 579      |
| 2002년도 | 826      | 2010년도 | 577      |
| 2003년도 | 789      | 2011년도 |          |
| 2004년도 | 743      | 2012년도 | 575      |
| 2005년도 | 715      | 2013년도 | 596      |
| 2006년도 | 653      | 2014년도 | 568      |
| 2007년도 | 641      |          |          |
| -------- | -------- | -------- | -------- |

## 역 주변
- 국도 제108호선
- 와쿠야 정청

| 이시노마키 선 · 게센누마 선 | 이시노마키 선 · 게센누마 선     | 이시노마키 선 · 게센누마 선 |
| --------------------------- | ------------------------------- | --------------------------- |
| 가미와쿠야 고고타 방면      | ■ 이시노마키 선 · ■ 게센누마 선 | 마에야치 게센누마 방면      |